# Pino d’Asti
Pino d’Asti (piemontiul: Ël Pin) település Olaszországban, Piemont régióban, Asti megyében. Lakosainak száma 213 fő (2023. január 1.). Pino d’Asti Castelnuovo Don Bosco, Albugnano és Passerano Marmorito községekkel határos.

## Népesség
A település lakossága az elmúlt években az alábbi módon változott:
| Lakosok száma | 223  | 225  | 213  |
|               | 2017 | 2018 | 2023 |